# Société nationale de médecine et des sciences médicales de Lyon
La Société nationale de Médecine et des Sciences médicales de Lyon fut fondée en 1789 sous l'impulsion d'un groupe de médecins lyonnais conduit par Marc-Antoine Petit (qui devint plus tard chirurgien major du Grand Hôtel-Dieu de Lyon).
C'est la plus ancienne société médicale de Lyon, héritière de l'ancien Collège des médecins de Lyon fondé par Symphorien Champier au XVIe siècle. Elle a été reconnue d'utilité publique par décret impérial du 27 février 1856 et par décret du 16 mai 1923.
Elle regroupe en 1921 la Société des Sciences Médicales — Lyon, fondée en 1861 par le Dr Charles Chabalier.

## Membres célèbres
Liste incomplète :
- Amédée Bonnet (1809-1858)
- Jean-Baptiste Rast de Maupas (1732-1810)
- François-Joseph Cazin (1788-1864)
- André Latarjet (1877-1947)
- Louis Charles Émile Lortet (1836-1909)
- Joseph Gensoul (1797-1868)
- Joseph-Pierre Pétrequin (1809-1876)
- Louis Léopold Ollier (1830-1900)
- Marc-Antoine Petit (1766-1811)
- Jean-Léo Testut (1849-1925)

## La Société de médecine aujourd'hui
Présidée par le doyen honoraire Neidhardt, la Société nationale de médecine se tourne particulièrement vers l'étude de l'histoire de la médecine et de la chirurgie.

### Les collections anatomiques et médicales de la Société
Elle possède de nombreuses collections d'anatomie et, plus largement, d'histoire naturelle médicale, qui sont déposées à l'Université Claude Bernard de Lyon. Celles-ci sont visibles au musée Testut-Latarjet (se référer aux liens ci-dessous).
Sa bibliothèque, conservée par la Bibliothèque municipale de Lyon, comporte 1 000 ouvrages anciens[réf. souhaitée], dont des incunables du XVe siècle.

## À consulter